# 艾倫·麥
艾倫·麥（英語：Alan Mak；1984年11月19日—），英国政治家，2015年英国大选时，在汉普郡哈文特选区代表保守党当选为英国下议院议员，也是英国下議院歷來首位來自香港、以及首位东亚裔国会议员。

## 出生与教育
艾倫·麥出生于约克，父母来自中国广东的农村，1960年代为躲避文革而到香港，并在1970年代从香港移民英国，在英国经营一家小商店多年。
艾倫从小帮忙父母打理生意，先后在公立中小学就读，后来由于所就读的公立中学因水准下降及生源不足而关闭，校地被独立学校——约克圣彼得学校收购，艾伦凭着考试成绩，获得政府提供的助学金，得以进入该历史悠久的独立学校就读，并在之后进入剑桥大学彼得学院完成法律学位，获得剑桥行政ECS韦德奖，又进入牛津大学进修法律及商业，获得牛津领导才能奖第二名。
直到进入国会之前，他是一名在高伟绅律师事务所工作的事务律师，专注于处理商业及金融事务。

## 从政
2000年，16岁的艾倫开始加入保守党，并协助威廉·黑格竞选，后来一度出任保守党学生组织科宁斯比俱乐部（Coningsby Club）主席。
2015年，31岁的艾倫代表保守党在汉普郡哈文特竞选国会议席并成功当选，成为英国国会史上首位华裔议员。在接受媒体专访时，艾倫强调自己将专注于为哈文特民众服务并推行自己的政纲，而不会突显自己的族裔背景。
2024年11月5日，保守黨新任黨魁栢丹娜任命艾倫·麥為影子科學創新及科技大臣，成為首位擔任英國影子內閣成員的華人。

## 名字
在参选时，華文傳媒一度稱其為“麦大粒”，而艾伦在接受BBC中文网记者专访时澄清，他從沒有使用中文名字，名字就是Alan Mak。